# Éléphant d'Afrique du Nord

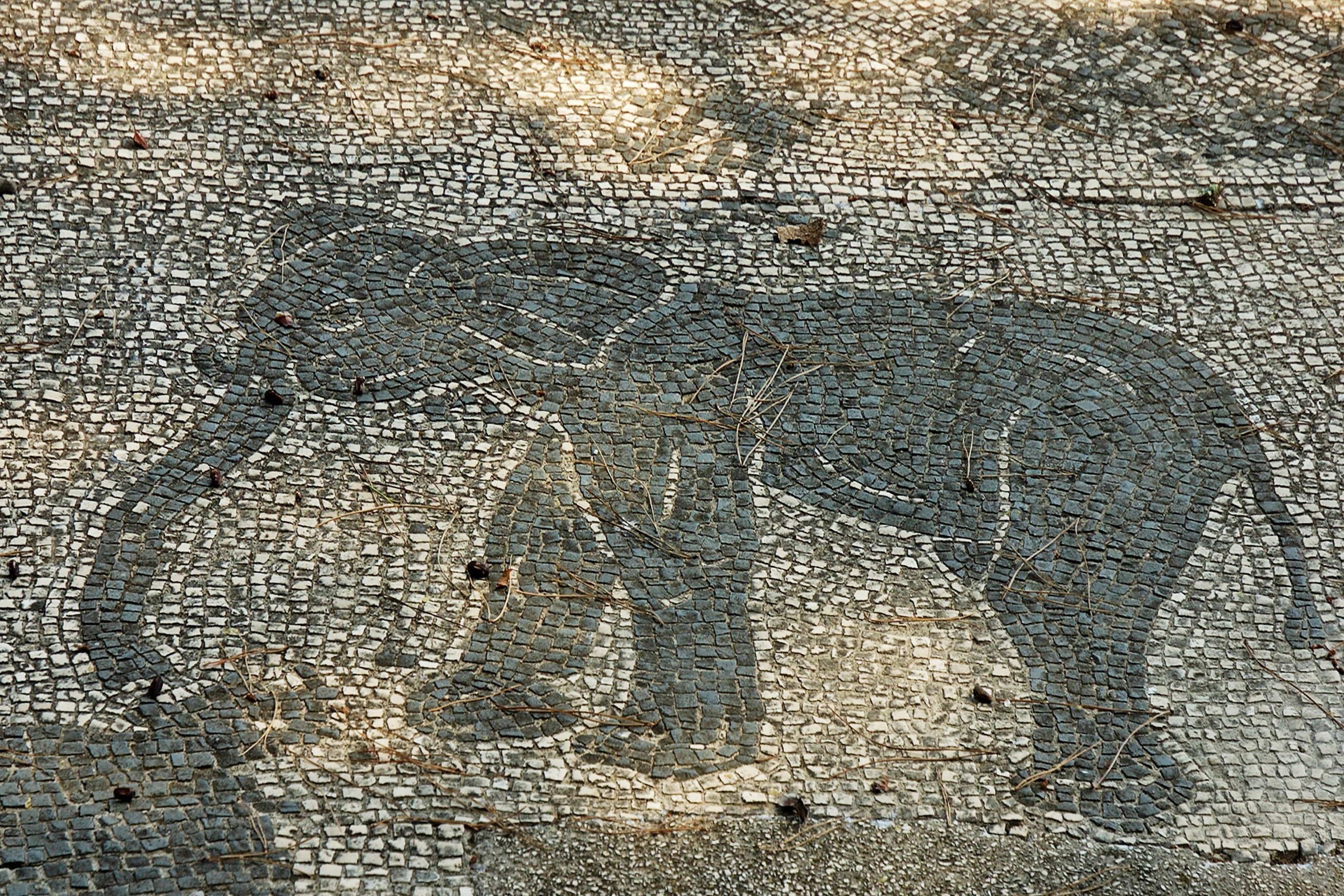
Mosaïque romaine de la place des Corporations à Ostie, IIe siècle.

L'éléphant d'Afrique du Nord, désigné sous les pseudo-noms scientifiques de « Loxodonta pharaoensis » ou « Loxodonta cyclotis pharaoensis » ou « Loxodonta africana pharaoensis », serait un éléphant aujourd'hui disparu qui aurait alimenté les troupes de Carthage en éléphants de guerre durant l'antiquité romaine. Possible sous-espèce de l'éléphant de savane d'Afrique ou de l'éléphant de forêt d'Afrique ou espèce à part entière du genre Loxodonta, l'éléphant d'Afrique du Nord n'est pas reconnu par la taxonomie ni plus largement par la paléontologie.

## Incertitude scientifique
Actuellement, les partisans de son existence, comme Gilbert Beaubatie tout comme ceux — Philippe Leveau et Jean-Pascal Jospin notamment — qui voient dans les éléphants utilisés par Hannibal des éléphants de forêt d'Afrique qui auraient vécu en Afrique du Nord, au IIIe siècle av. J.-C. se basent uniquement sur les écrits de Pline l'Ancien, Polybe, Appien et Hérodote et sur des fresques et monnaies carthaginoises et romaines représentant des proboscidiens. Cependant et à titre d'exemple, on peut noter que des éléphants figurent sur le chaudron de Gundestrup, ce qui n'implique pas de présence de pachydermes au IIe siècle av. J.-C. au Danemark.
Ces sources, qu'elles soient écrites ou figuratives, n'ont aucune valeur conclusive d'un point de vue scientifique. D'autre part, aucun chercheur n'ayant publié une étude sur des ossements de Loxondonta pharaoensis donc ayant fait la preuve de son existence, on peut parler de légende et de cryptide.